# Nalut
Nalut (arabiska: نالوت) är ett av Libyens tjugotvå distrikt (shabiyah). Den administrativa huvudorten är Nalut. Distriktet gränsar mot Tunisien, Algeriet och distrikten An Nuqat al Khams, Al Jabal al Gharbi och Wadi Al Shatii.  